# Парос
Па́рос (грец. Πάρος) — третій за величиною острів Кікладських островів після Наксоса і Андроса. Розташований у південно-західній частині Саронічної затоки, між островами Міконос і Санторіні. Площа — 196 км². Адміністративний центр — місто Парос.
Від інших Кікладів Парос відрізняється м'якими округлими контурами. Найвища гора острова — Профітіс-Іліяс (771 метр) підноситься в центрі Пароса і пагорбами спускається до берегів з плоскими пляжами. У центральній і південно-східній частинах острова підносяться пологі гори, де здобувається Пароський мармур. В основному ж острів рівнинний, з великою кількістю виноградників. На мереживній береговій лінії з невеликими бухтами виділяються дві природні затоки: біля містечка Науса, на півночі, і біля міста Парос, на заході.

## Історія
Острів був заселений з давніх часів і був одним з центрів Кікладської цивілізації. Місто Парос, головний порт і столиця острова, побудований на місці стародавнього міста.
Довгий час Паросом правили венеційці, потім острів захопили турки, а в 1770—1774 роках тут стояв флот графа Орлова і була тимчасова столиця «російських» Кікладів.

## Екскурсійні об'єкти
- Церква Катаполіані (церква ста дверей);
- Стародавні каменоломні;
- Монастир Животворного джерела;
- Монастир Святого Арсенія та інші.

## Персоналії
- Янніс Паріос — грецький співак.
- Манто Маврогенус — національна героїня, учасниця визвольної війни Греції.